# Parhyale micromanus
Parhyale micromanus is een vlokreeftensoort uit de familie van de Hyalidae. De wetenschappelijke naam van de soort is voor het eerst geldig gepubliceerd in 2012 door Ren.